# Marija Jovanović (serbisk håndboldspiller)
 Ikke at forveksle med Marija Jovanović.
Marija Jovanović (født 31. marts 1995 i Beograd, Serbien) er en serbisk håndboldspiller, som spiller for islandske Íþróttabandalag Vestmannaeyja og Serbiens kvindehåndboldlandshold.
Hun blev udtaget til landstræner Uroš Bregars trup ved VM i kvindehåndbold 2021 i Spanien, hvor det serbiske hold blev nummer 12.